# Kvikkjokk
Kvikkjokk, lulesamiska Huhttán, är en fjällby tillhörande Jokkmokks kommun, belägen 120 km nordväst om Jokkmokk. Orten är känd som en av de populäraste utgångspunkterna för vandring i Sarek- och Padjelantaområdena, samt för sitt ständigt föränderliga delta där älvarna Gamájåhkå (Kamajokk) och Darreädno (Tarraälven) rinner ihop i sjön Sakkat (Saggat). I december 2020 var 20 personer över 16 år folkbokförda i byn. Förutom den fasta befolkningen är det många som tidvis bebor de många fritidshus som byggts i Kvikkjokk under 2010-talet.

## Etymologi
Kvikkjokk är en försvenskning av Kuoi'hka-johko, "Forsälven", vilket är ett annat namn på Gamájåhkå (från gamá, grumligt som renmjölkens vassle). Det samiska namnet Huhttán syftar på den smälthytta som anlades vid forsen. Huhttán är inget samiskt ord utan församiskat från det första svenska ordet för platsen, Hyttan.

## Historik

### Brukssamhället

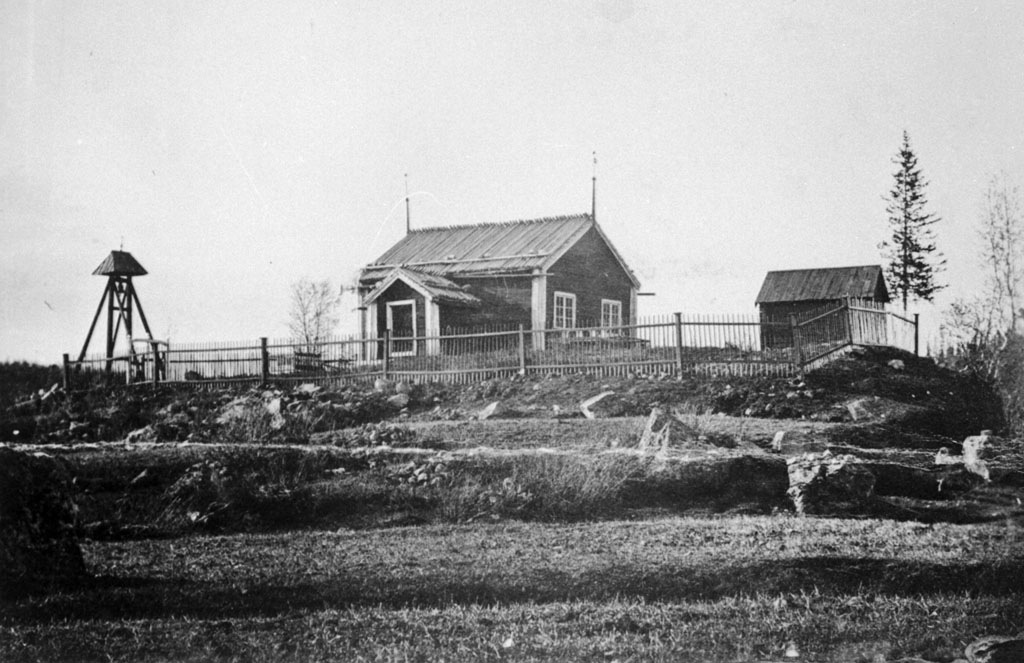
Kvikkjokks gamla kapell, uppfört på 1670-talet

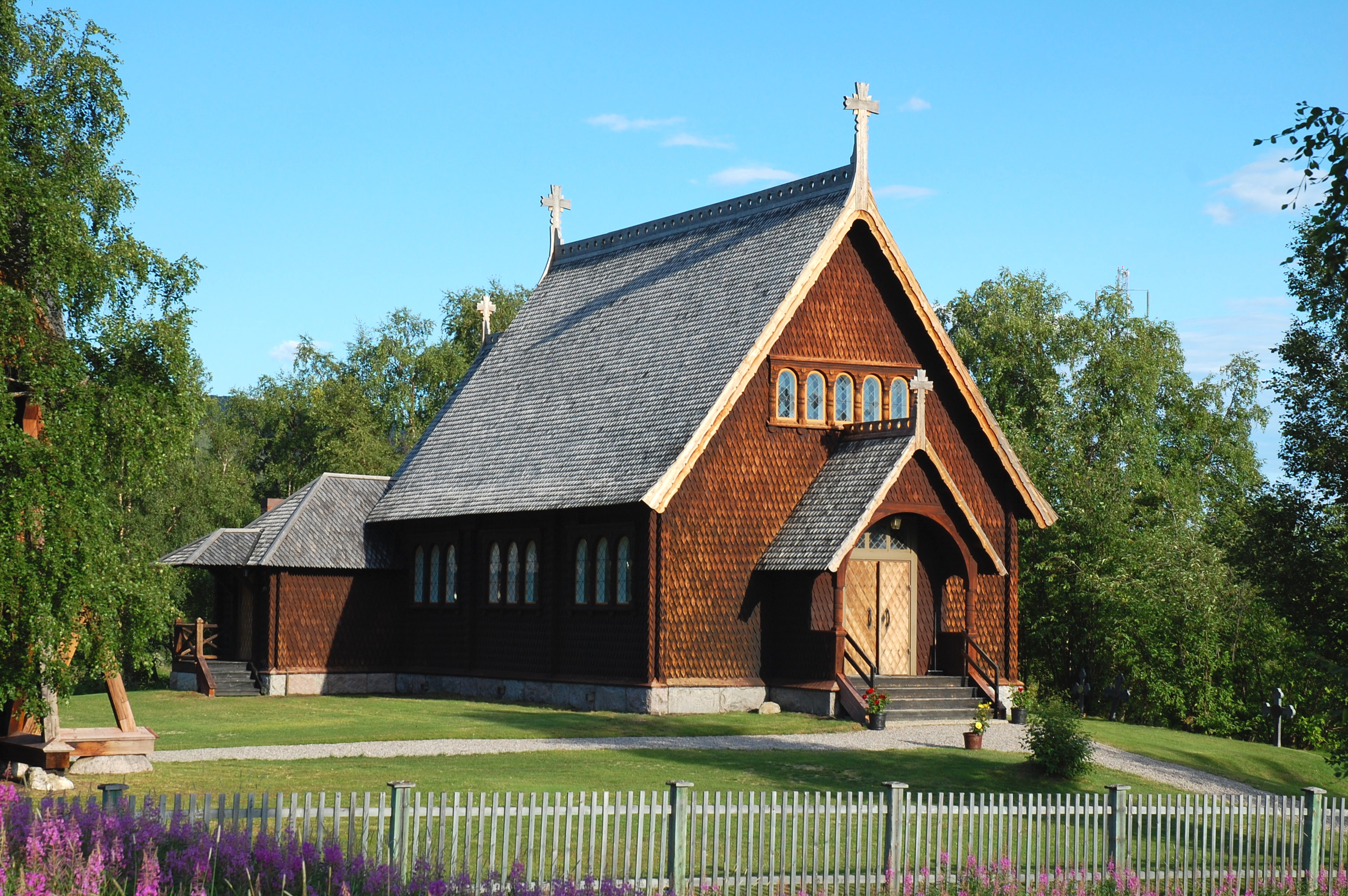
Kvikkjokks kyrka

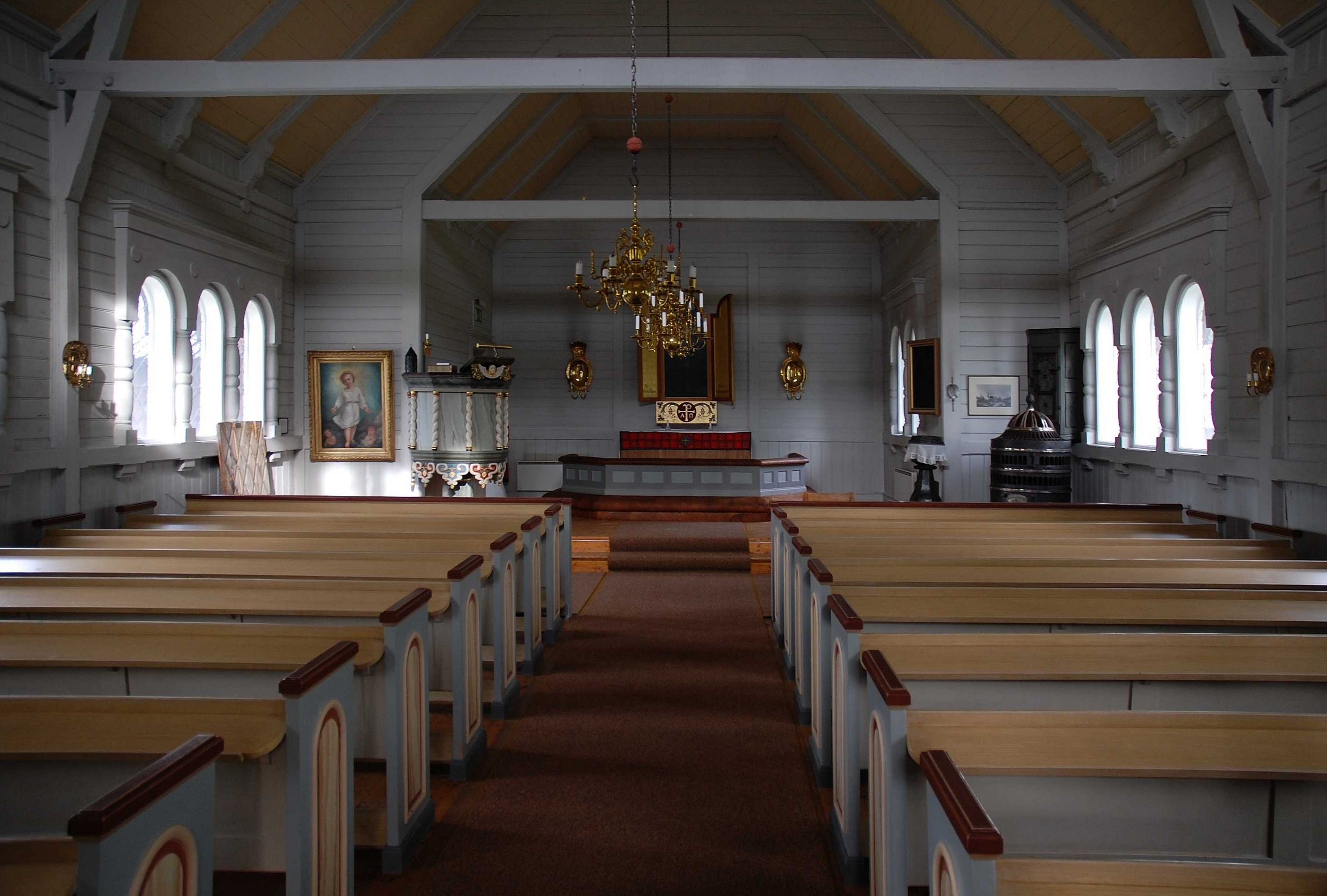
Interiör, Kvikkjokks kyrka

Fram till 1659 beboddes området kring Kvikkjokk enbart av samer. När det 1659 blev känt att det fanns silverhaltig malm på fjället Silbbatjåhkkå (Kedkevare), fem mil nordväst om Kvikkjokk, blev detta startskottet för en inflyttning av svensktalande arbetare, tjänstemän och predikanter. En hytta byggdes vid Gamájåhkås forsar, och den första silversmältningen ägde rum 1662. År 1672 påbörjades även gruvbrytning på Álggávárre (Alkavare) drygt två mil nordost om Kedkevare. Gruvorna och hyttan kallades med ett gemensamt namn för Luleå silververk.

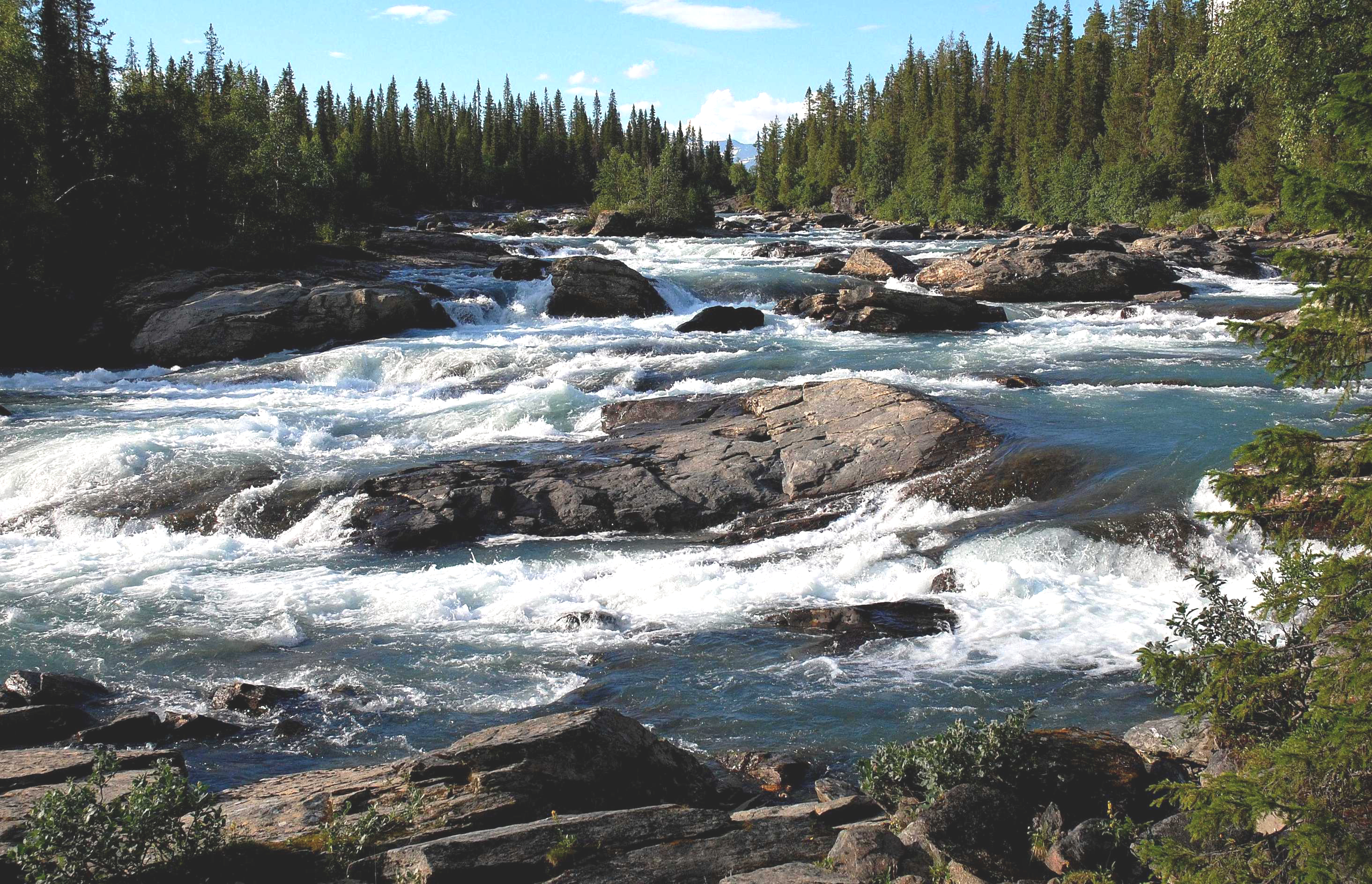
Gamájåhkå strax nedanför fjällstationen i Kvikkjokk

Kring Gamájåhkå växte ett helt brukssamhälle upp. I älvens östra del anlades en huvuddamm, varifrån vatten fördes vidare till de industriella anläggningarna. Nedströms dammen, på den stora Hyttholmen, timrades en stor byggnad med rum för bergmästare och övrig personal. I byggnaden fanns även en kyrksal. På husets östra gavel fanns en liten klockstapel med en malmklocka. Klockan finns bevarad och sitter idag i en klockstapel bredvid Kvikkjokks nuvarande kapell. Gudstjänster förrättades till en början av lappredikanten i Jokkmokk, men 1673 fick Kvikkjokk en egen brukspredikant. Gudstjänsterna bevistades inte bara av bruksfolket utan av samer från hela trakten. På Hyttholmen fanns även proviantbod, spannmålsbod och flera andra förrådshus, bagarstuga, bastu, fånghus, klensmedja, stall och ladugård. På älvens västra sida, på den så kallade Prästsidan, hade brukspredikanten och bruksskrivaren sina respektive bostäder. Där fanns också den lilla inhägnade kyrkogården (11 × 9,5 meter).
Verksamheten blev aldrig lönsam, och 1702 lades den ned. Totalt hade då 532 kg silver och drygt 100 ton bly framställts. Sedan bruksfolket flyttat blev bara prästen och klockaren kvar.
Vid Gamájåhkå återstår idag en vall från en dammanläggning, ett malmupplag, antydningar till rostmurar, husgrunder samt den övergivna brukskyrkogården. Den gamla bruksmiljön ingår i en kulturmiljö av riksintresse (BD 21).

### Senare historia
Under hela 1700-talet fanns planer på att återuppliva silververket, vilket gjorde att nybyggare inte var välkomna. Först mot slutet av 1700-talet anlades nya boställen i Kvikkjokk. År 1796 fanns där två nybyggare förutom prästen och klockaren.
Efter silverperioden blev Kvikkjokk utgångspunkt för lappmarksmissionen bland samerna. Carl von Linné besökte Kvikkjokk under sin Lapplandsresa 1732. På 1760-talet anlades ett kapell i byn. I mitten av 1800-talet skedde en ny kolonisering av byn, där nybyggarna livnärde sig på jakt, fiske och slåtter. Den nuvarande kyrkan uppfördes 1906–1907. Svenska Turistföreningens fjällstation byggdes 1928.

## Turism
Flera vandringsleder utgår från Kvikkjokk. Norrut går Kungsleden, med övernattningsstugor utplacerade med jämna mellanrum, vilket gör att sträckan inte kräver tält. Söderut går en mindre välbesökt del av Kungsleden, som nästan saknar stugor att övernatta i. Väster om Kungsleden går Padjelantaleden, som börjar (eller slutar) i Kvikkjokk och sträcker sig upp till sjön Akkajaure. Även Nordkalottleden börjar (eller slutar) i Kvikkjokk och sträcker sig till norska Sulitjelma i väster och till Kautokeino  i norr. Från Kvikkjokk löper till en början både Padjelantaleden och Nordkalottleden längs samma led, men efter cirka 20 kilometer viker Nordkalottleden av mot väster.

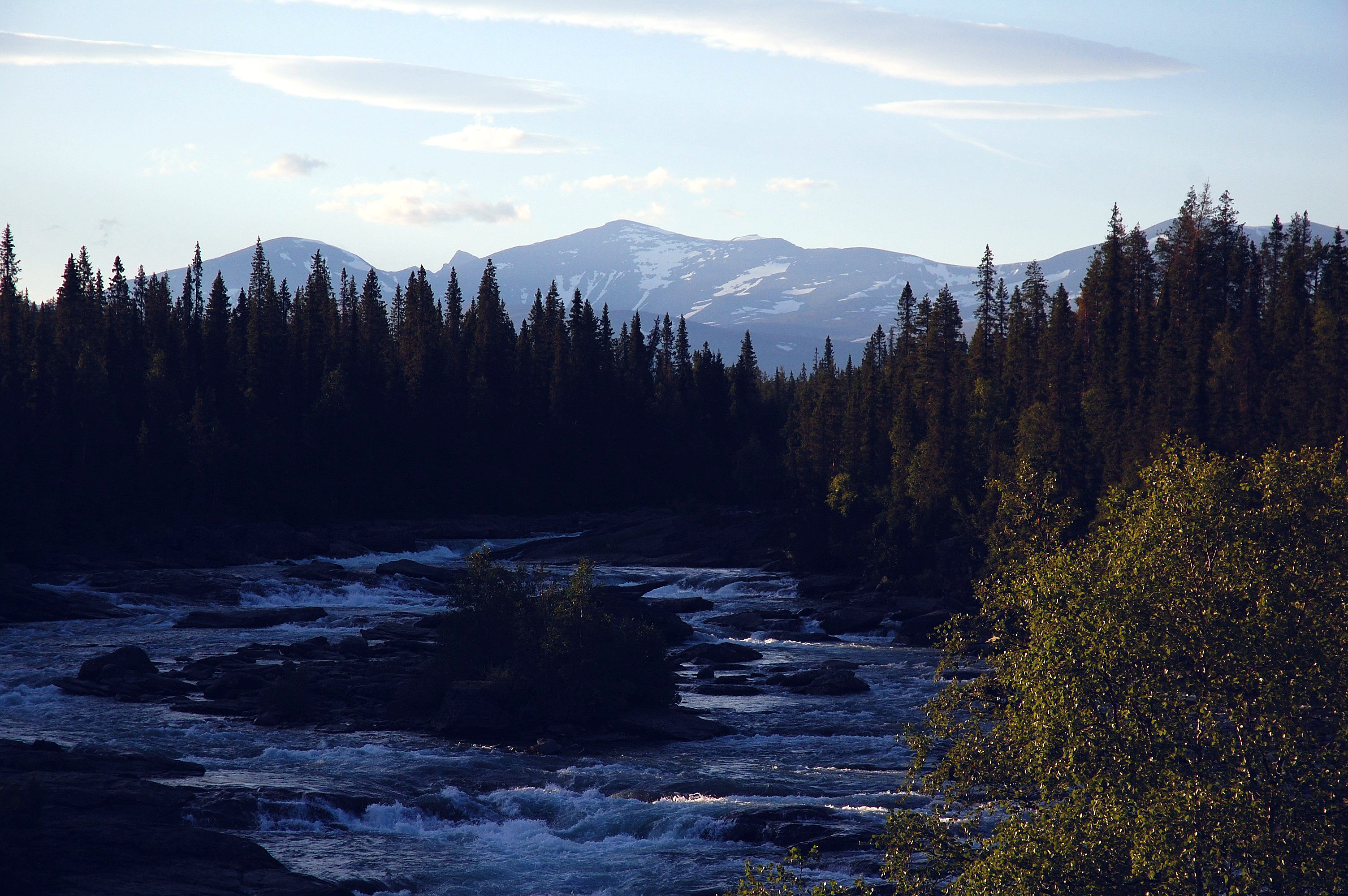
Utsikt från fjällstationen mot Pårte
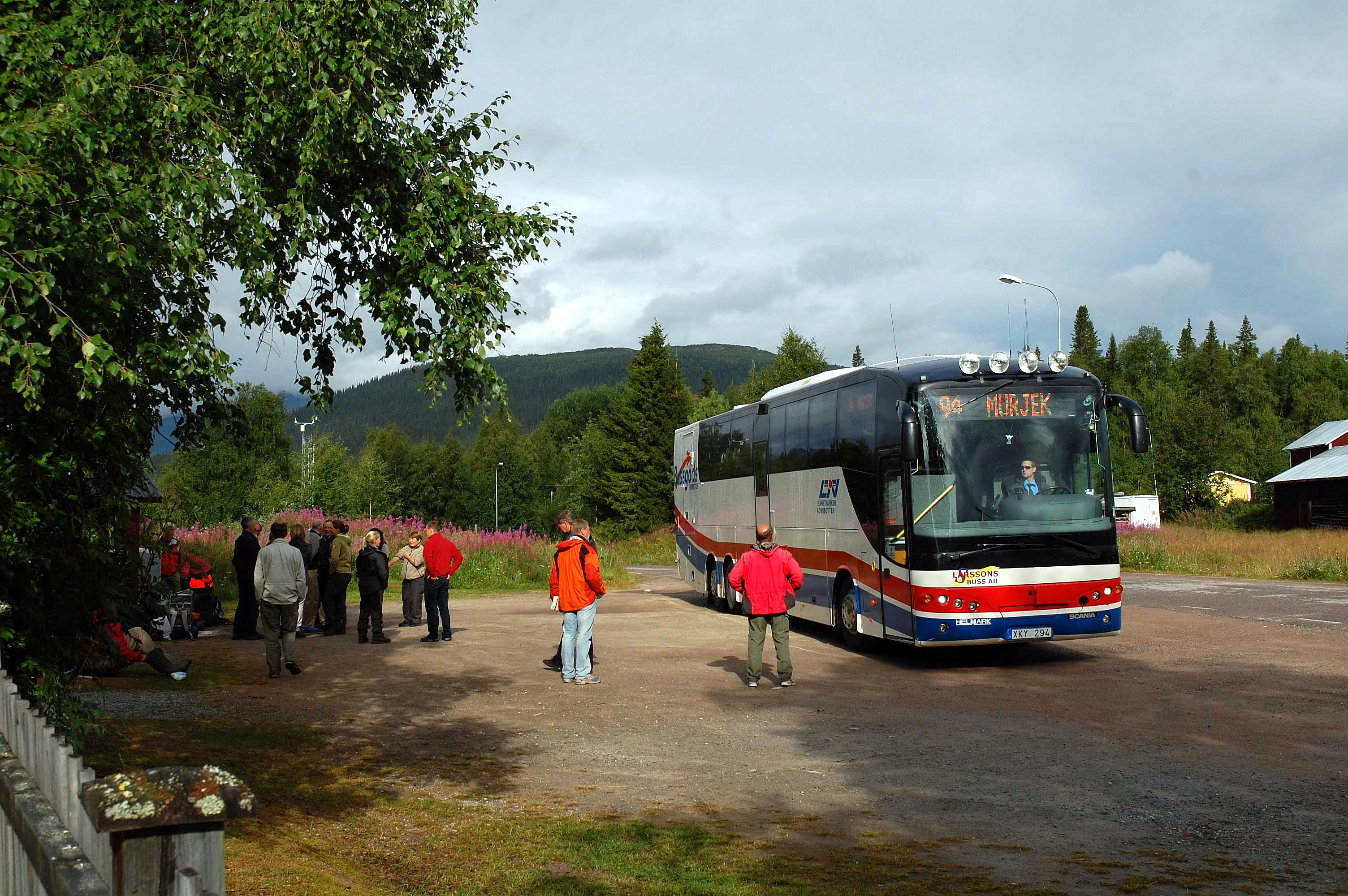
Busslinje mellan Kvikkjokk och Murjek
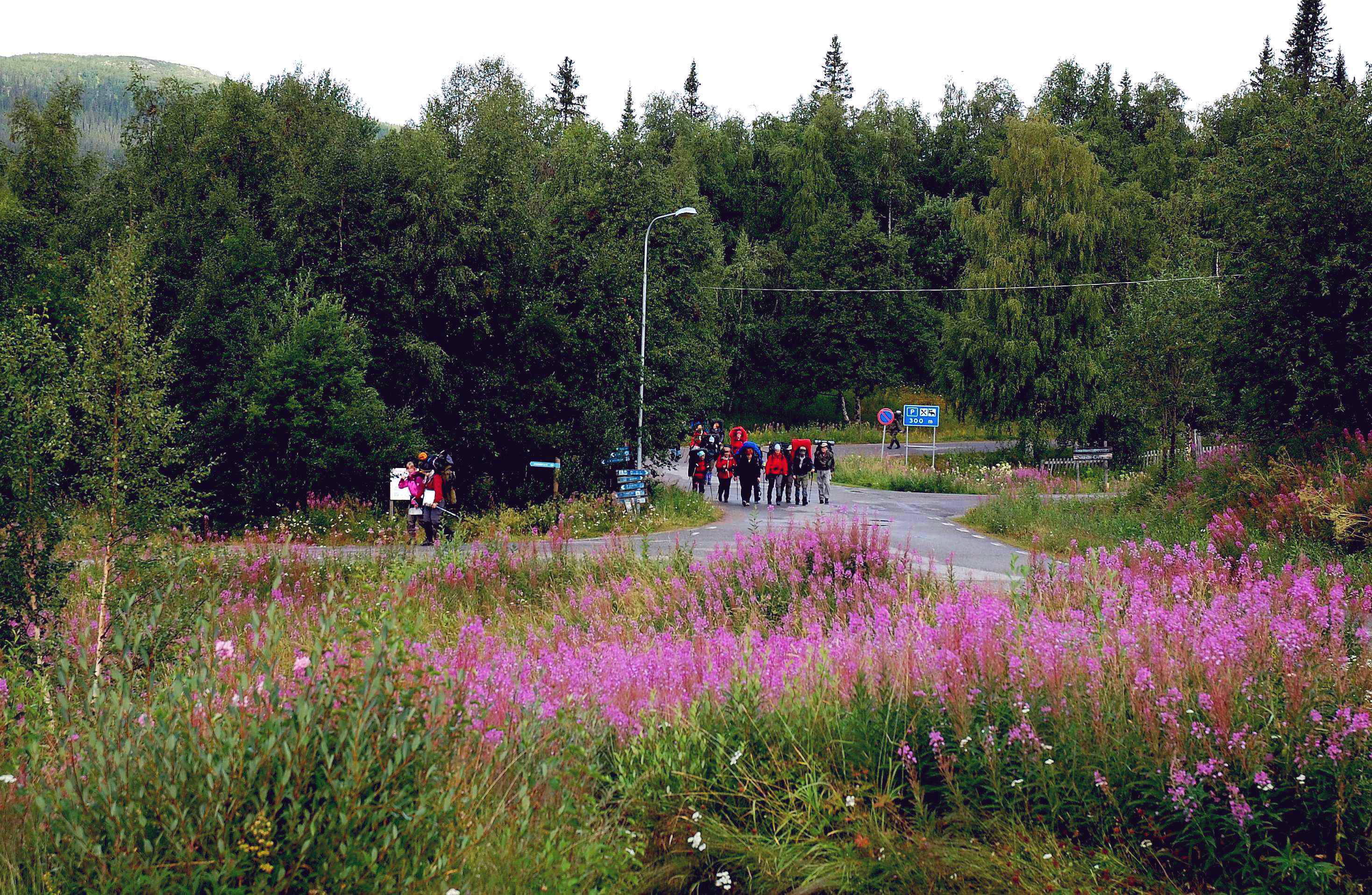
Avfärd mot Tarradalen och Padjelantaleden
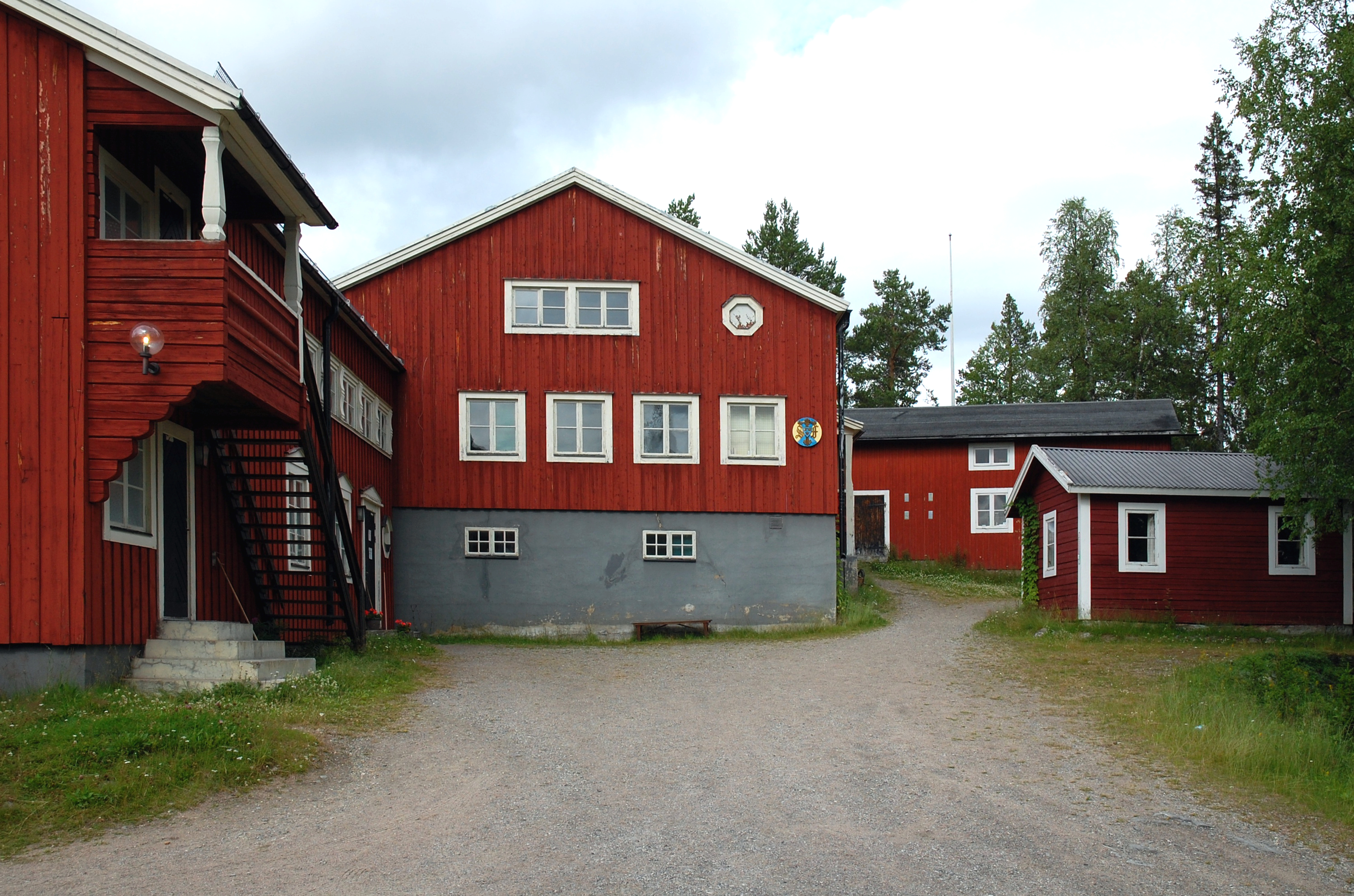
Norra delen av Kvikkjokks fjällstation

## Klimat
I Kvikkjokk finns en väderstation som rapporterar in till SMHI, benämnd Kvikkjokk-Årrenjarka. Stationen har ibland uppmätt uppseendeväckande temperaturer, rekordet är minus 43,6 grader under natten mellan 2 och 3 januari 2024.